# Rozdělení Irska

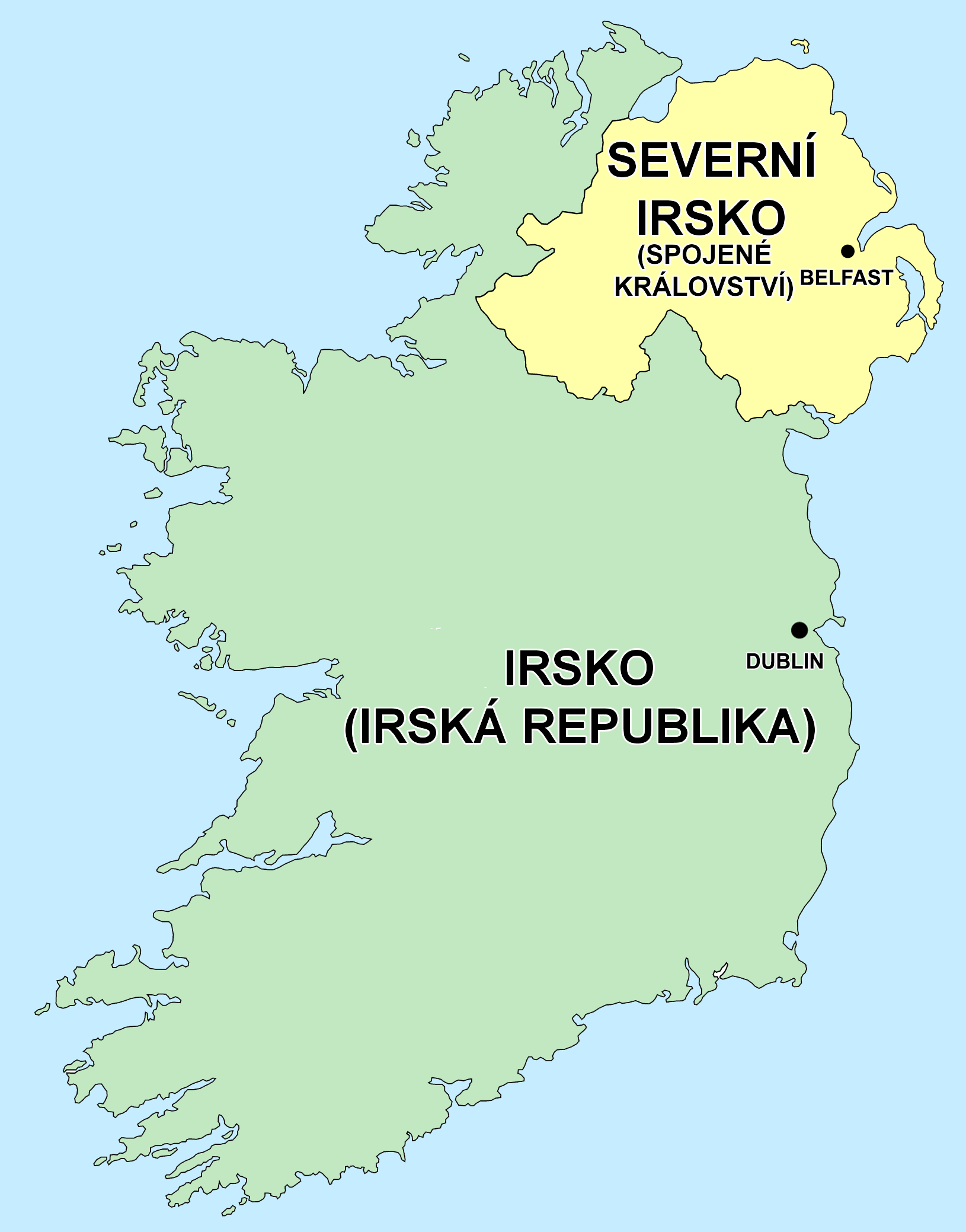
Rozdělení ostrova

Rozdělení Irska (irsky: críochdheighilt na hÉireann) byl proces, kterým vláda Spojeného království Velké Británie a Irska rozdělila Irsko na dvě samosprávné politické jednotky: Severní Irsko a Jižní Irsko. To bylo nařízeno dne 3. května 1921 podle zákona o vládě Irska z roku 1920. Zákon ještě nechtěl rozdělit irský ostrov na dva státy, zákonodárce chtěl, aby obě území zůstala ve Spojeném království a obsahoval ustanovení pro jejich případné znovusjednocení. Menší Severní Irsko bylo řádně vytvořeno a zůstalo součástí Spojeného království. Větší Jižní Irsko však nebylo přijato většinou jeho občanů, kteří místo toho vyhlásily samozvanou Irskou republiku. Dne 6. prosince 1922, rok po podpisu Anglo-irské dohody, Jižní Irsko definitivně opustilo Spojené království a stalo se Irským svobodným státem, nyní Irskou republikou. Území, které se stalo Severním Irskem, v irské provincii Ulster, mělo protestantskou a unionistickou většinu, která chtěla zachovat vazby na Británii. (To bylo z velké části způsobeno britskou kolonizací v 17. století). Odtržené území mělo katolickou, nacionalistickou většinu. V Severním Irsku však byla též významná menšina katolíků a irských nacionalistů, což posléze vedlo k řadě konfliktů.

## Vývoj

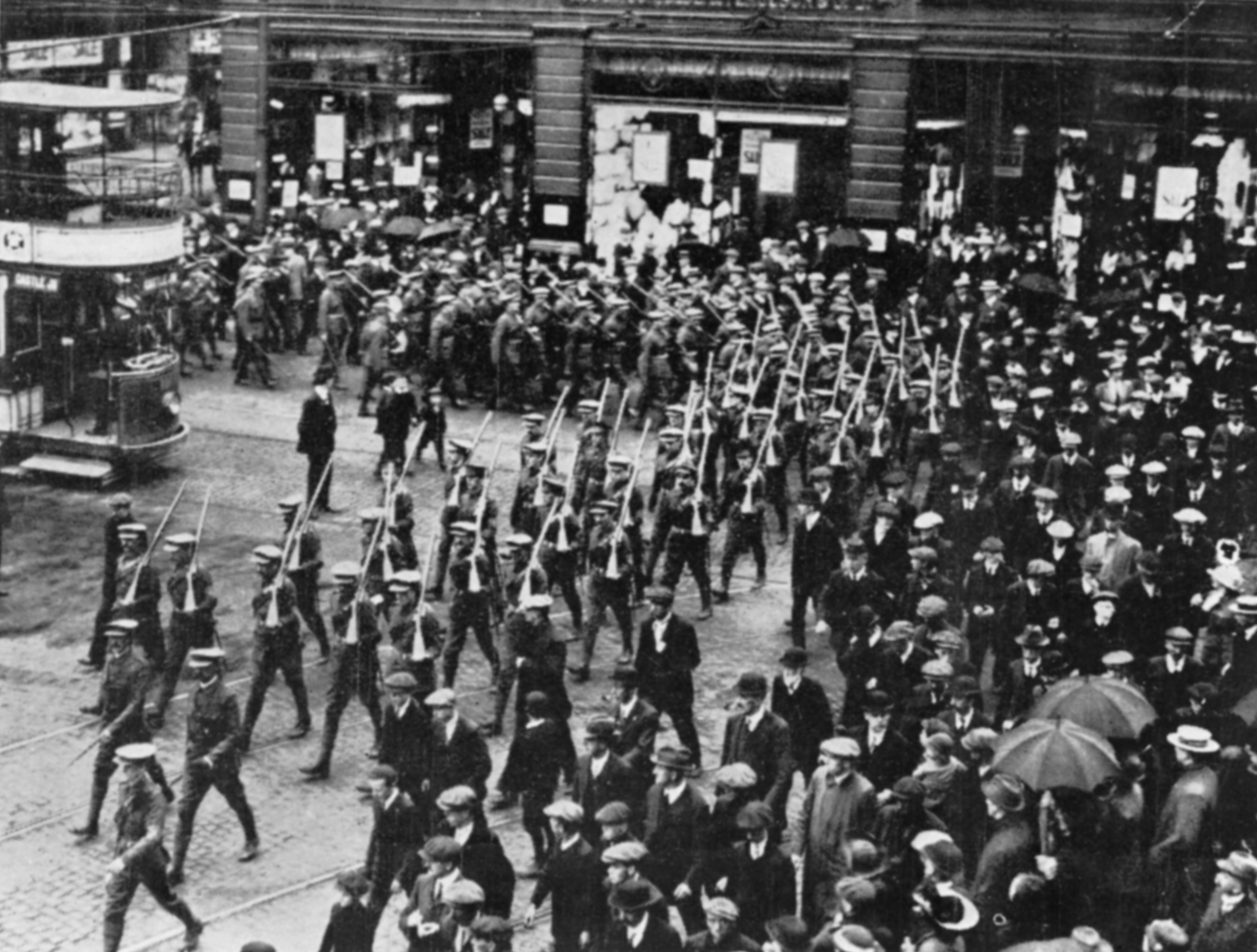
Ulsterští unionisté roku 1914

Irské hnutí za nezávislost přimělo britskou vládu v roce 1912, aby umožnila vznik lokální vlády (home rule) v rámci Spojeného království. To ovšem rozzlobilo ulsterské unionisty/loajalisty, kteří založili polovojenské hnutí Ulster Volunteers, aby zabránili irské lokální vládě vládnout v Ulsteru. Britská vláda navrhla vyloučit celý Ulster nebo jeho část z pravomoci irské vlády. Debaty byly přerušeny první světovou válkou (1914–1918).
Podpora irské nezávislosti během války rostla. Irská republikánská strana Sinn Féin získala ve volbách v roce 1918 drtivou většinu křesel v založeném irském parlamentu. Ten pak vyhlásil nezávislou Irskou republiku, a to na celém irském ostrově. To vedlo k irské válce za nezávislost (1919-21), partyzánskému konfliktu mezi Irskou republikánskou armádou (IRA) a britskými silami.
V roce 1920 britská vláda předložila návrh zákona o vytvoření dvou decentralizovaných vlád: jedné pro šest severních hrabství (Severní Irsko) a jedné pro zbytek ostrova (Jižní Irsko). Zákon vstoupil v platnost 3. května 1921. Po volbách v roce 1921 vytvořili ulsterští unionisté vládu Severního Irska. Jižní vláda nebyla vytvořena, protože republikáni již britské zákony nerespektovali.
Během let 1920–1922 došlo k násilným konfliktům mezi severoirskou vládou loajální k Británii a irskou vládou činící si nárok na sever ostrova. Střety probíhaly především v hlavním městě Belfastu, hlavně mezi protestantskými (probritskými) a katolickými (proirskými) civilisty. Více než 500 lidí bylo zabito a více než 10 000 uprchlo ze země, většinou představitelů katolické menšiny. Válka za nezávislost vyústila v příměří v červenci 1921 a vedla k anglo-irské dohodě téhož prosince. Podle smlouvy území Jižního Irska Britové opouštěli a stalo se Irským svobodným státem. Osud Severního Irska smlouva vkládala do rukou severoirské vlády a severoirského parlamentu. Severoirská vláda se rozhodla zůstat ve Spojeném království. Na začátku roku 1922 IRA zahájila ofenzívu do pohraničních oblastí Severního Irska, ale neuspěla. Hraniční komise navrhla v roce 1925 drobné změny hranice, ale k realizaci nedošlo.
Od rozdělení irští nacionalisté/republikáni nadále usilují o sjednocené Irsko, zatímco ulsterští unionisté/loajalisté chtějí, aby Severní Irsko zůstalo ve Spojeném království. Unionistické vlády Severního Irska byly několikrát obviněny z diskriminace irské nacionalistické a katolické menšiny. V roce 1969 napětí přerostlo v násilný konflikt, který trval třicet let, zhruba do roku 1998 (tzv. Troubles). Bylo v něm zabito více než 3500 lidí. V rámci Velkopáteční dohody z roku 1998 se irská a britská vláda a hlavní strany konfliktu dohodly, že status Severního Irska se nezmění bez souhlasu většiny jeho obyvatel.